# QS EECA University Rankings
QS EECA University Rankings — рейтинг высших учебных заведений развивающихся стран Европы и Центральной Азии («emerging Europe and central Asia»). Один из ежегодных рейтингов, составляемых британским агентством Quacquarelli Symonds (QS).
Данный рейтинг составляется с 2014 года и включает в себя 450 лучших вузов рассматриваемого региона (EECA).

## Методология[2]
Высшие учебные заведения оцениваются по 10 факторам, формирующих 9 итоговых показателей, которые приведены ниже. Каждый фактор является взвешенным, то есть вносит определённый вклад в общие баллы.
1. Академическая репутация (Academic reputation) — 30 %,
2. Репутация работодателя (Employer reputation) — 20 %,
3. Соотношение преподавателей и студентов (Faculty/student ratio) — 10 %,
4. Исследовательская продуктивность преподавателей (на основе данных elsevier Scopus), (Papers per faculty) — 10 %,
5. Международное научно-исследовательское сотрудничество (International research network) — 10 %,
6. Активность в Интернете (Web impact) — 5 %,
7. Доля сотрудников-докторов наук (имеющих эквивалентные ученые степени), (Staff with a PhD) — 5 %,
8. Уровень цитирования опубликованных работ сотрудников вуза (база данных Scopus), (Citations per paper) — 5 %,
9. Количество зарубежных преподавателей (2,5 %) и обучающихся (2,5 %), (International faculty and international students).

Итоговые данные, сводятся в таблицу и могут быть сортированы пользователем по каждому из представленных выше показателей для сравнения вузов.

## Российские вузы в рейтинге
В рейтинге QS EECA University Rankings 2020 (составлен в 2019 году) представлено 105 российских высших учебных заведения (из 354 вузов). Что свидетельствует о хорошей конкурентоспособности в рассматриваемом регионе.
В ТОП-10 вошли 4 российских университета: МГУ имени Ломоносова (1 место), Санкт-Петербургский государственный университет (2 место), Новосибирский государственный университет (3 место) и Томский государственный университет (8 место).